# Joseph von Fraunhofer
Joseph von Fraunhofer, nemški optik in fizik, * 6. marec 1787, Straubing, Nemčija, † 7. junij 1826, München, Nemčija.
Fraunhofer je najbolj znan po odkritju temnih absorpcijskih črt v Sončevem spektru, sedaj znanih kot Fraunhoferjeve črte, ter po izdelovanju kakovostnega optičnega stekla in objektivov za akromatične refraktorje.

## Življenje in delo
Bil je sin steklarja. Pri enajstih letih je postal sirota. Kot vajenec je začel delati pri strogem münchenskem optiku in steklarju Philippu Antonu Weichelsbergerju. Leta 1801 se je podrla delavnica, v kateri je stanoval, in je bil edini preživeli. Reševanje je vodil Maksimilijan IV. Jožef, bavarski volilni knez (kasnejši bavarski kralj Maksimilijan I. Jožef). Knez je finančno pomagal Frauhoferju in prisilil njegovega delodajalca, da mu je omogočil izšolati se.
Na kraju nesreče je bil tudi tehnik in poslovnež Utzschneider, kar se je izkazalo za pomembno. Z denarjem, ki ga je prejel od kneza in pomoči od Utzschneiderja, je lahko nadaljeval s šolanjem in praktičnim izobraževanjem. Mladenič je usodi dokazal, da je bil tedaj vreden njene milosti. Izučil se je obrti in se sam še naprej vztrajno izobraževal. Tako je deloval na področju optike. Leta 1806 sta Utzscheider in von Reichenbach povabila Frauhoferja na svoj inštitut v Benediktbeuern, sukularizirani benediktinski samostan, ki se je ukvarjal z izdelovanjem stekla. Tu je odkril kako se izdeluje najboljše optično steklo na svetu in iznašel neverjetno točne postopke za merjenje razklona. Preučil je, kako so značilnosti stekla odvisne od priprave in s tem povzdignil steklarstvo v pravo umetnost. Na Inštitutu je srečal Pierrea Louisa Guinanda, švicarskega steklarskega tehnika, ki mu ga je predstavil Utzschneider. Leta 1809 je Frauhofer postal vodja mehanskega razdelka optičnega inštituta, istega leta pa je postal član podjetja. Leta 1814 sta  Guinand in von Reichenbach zapustila podjetje, tako da je Fraunhofer v podjetju postal solastnik, ime pa so spremenili v Utzschneider und Fraunhofer. Leta 1818 je postal predstojnik optičnega inštituta.
Izboljšal je mnogo optičnih instrumentov. Zaradi njegove izdelave odličnih optičnih instrumentov je Bavarska Angliji prevzela prvenstvo nad središčem optične industrije. Tudi možje, kot je bil na primer Farady, tedaj niso bili sposobni izdelati stekla, ki bi se lahko kosal s Fraunhoferjevim.
Frauhofer je bil znan po svojih izredno kakovostnih optičnih prizmah. Izboljšal je akromatični objektiv daljnogleda in izdelavo optičnega stekla. Izboljšal je tudi postopek poliranja leč in zrcal optičnih naprav. Veliko skrb je posvetil meritvam lomnega količnika stekel. Točno je premeril veliko različnih stekel, ker so bile med njegovimi vrhunskimi izdelki tudi akromatične leče. Te so, kakor je pokazal Dollond, sestavljene iz dveh leč iz različnih stekel, v katerih se različni lomni količniki za razne barvne svetlobe medseboj uravnavajo. Prave kombinacije pa je bilo mogoče sestaviti le ob zelo dobrem poznavanju lomnih količnikov. Izdelal je naprave za merjenje valovnih dolžin svetlobe.
Med preskušanjem svojih prizem in raziskovanjem Sončevega spektra je leta 1814 odkril, po njem imenovane temne absorbcijske črte. Že rahla nepravilnost v izdelavi prizme je toliko pokvarila ločljivost slike, da so se črte zabrisale. S tem se lahko morda pojasni, da jih Newton pri svojih raziskavah svetlobe s prizmo ni opazil. Opazil pa jih je 12 let prej leta 1802 Wollaston, vendar jih je videl le 7, medtem ko jih je Fraunhofer naštel 574, današnji fiziki pa približno 10.000. Fraunhofer ni ostal samo pri opazovanju in štetju črt. Izmeril je lege najizrazitejših črt in jih leta 1817 označil s črkami od A do K. Te oznake veljajo še danes. Določil je njihove valovne dolžine in pokazal, da se pojavijo vedno na istih mestih, če se jih gleda v neposredni sončni svetlobi ali pa v odbiti svetlobi z Lune ali planetov. Pozneje je določil lege več 100 črt.
Njegove raziskave loma in razklona svetlobe so vodile k iznajdbi spektroskopa in razvoju spektroskopije. Tudi pri tem se ni ustavil. Prizmo je postavil v gorišče daljnogleda, da bi preučil spektre zvezd. Ugotovil je, da imajo tudi ti spektri temne črte, vendar premaknjene glede na Sončev spekter. S tem je že skoraj imel veliko odkritje, ki pa se mu je izmuznilo. Izmuznilo se je tudi znanstvenemu svetu v celoti, saj se za njegova poročila o zadevi ni nihče zmenil. Šele Kirchhoff je pol stoletja kasneje iz teh črt dal fizikom, kemikom in astronomom izredno koristno orodje. Bunsen in Kirchhoff sta leta 1859 s spektrografom na prizmo odkrila, da so temne absorpcijske črte iz Sončevega spektra enake emisijskim črtam, ki jih v spektrih zvezd podajajo povsem določeni kemični elementi. Bunsen je pravilno pojasnil Fraunhoferjeve absorpcijske črte.
Fraunhofer je leta 1821 tudi prvi uporabil optično mrežico za razklon svetlobe. Prvo mrežico je izdelal iz tankih napetih žičk položenih tesno skupaj. Od njegovih časov so mrežice že popolnoma nadomestile prizmo v spektroskopiji. Zdaj jih urezujejo kot vrsto finih zarez v stekleno ali kovinsko ploščico. Njegovo delo na tem področju sta nadaljevala Bunsen in Kirchhoff, ki sta utemeljila spektralno analizo.
Navkljub vsem dosežkom je Fraunhofer ostal za snobovski znanstveni svet le manjvredni tehnik in, če se je že smel udeležiti znanstvenih srečanj, mu pravice do besede ali nastopa niso priznali. Leta 1823 je postal član Akademije znanosti v Münchnu. Bil je predstojnik njenega oddelka za ohranjanje fizike. Za svoje podjetje je leta 1820 izdelal tudi mikroskop. Izdelal je tedaj največji refraktor za novi observatorij v Pulkovem. S svojimi instrumenti je pomagal leta 1837 Besslu in leta 1840 von Struveju pri merjenju prvih zvezdnih paralaks. Z njegovim heliometrom je leta 1844 Bessel odkril nepravilnosti v gibanju Sirija A.
Naslednik Fraunhoferjevega podjetja, podjetje Merz und Mahler, je izdelalo daljnogled za novi berlinski observatorij, kjer je Galle leta 1946 v ozvezdju Strelca potrdil obstoj novega osmega planeta Neptuna. Verjetno zadnji objektiv za daljnogled, ki ga je izdelal Frauhofer, so dobavili za tranzitni daljnogled v Mestnem observatoriju v Edinburgu. Ta instrument je dokončal Repsold po Fraunhoferjevi smrti.
Še pred dopolnjenim 40 letom je Fraunhofer umrl za jetiko. Kot mnogo tedanjih izdelovalcev stekla se je zastrupil s parami težkih kovin. Verjetno so njegovi najvrednejši steklarski recepti odšli z njim v grob. Na njegovem grobu je vklesan napis: »Približal nam je zvezde« (Approximavit sidera). To je tudi res, kot je pozneje dokazal Kirchhoff. Približal nam jih je, ne da bi za to potreboval velikanske daljnoglede.

## Priznanja
Leta 1822 mu je Univerza v Erlangnu na Pfaffov predlog podelila častni doktorat. Leta 1824 je prejel red za zasluge, postal je plemič in častni meščan Münchna.

### Poimenovanja
Po njem se imenuje asteroid notranjega glavnega pasu 13478 Fraunhofer.